# Junge Welt-Pokal 1957
Der Junge Welt-Pokal 1957 war die 9. Auflage des höchsten Fußball-Pokalwettbewerbs der Altersklasse 16–18 auf dem Gebiet der DDR, der von der Redaktion die Junge Welt in Verbindung mit dem Jugendausschuss der Sektion Fußball der DDR veranstaltet und durchgeführt wurde. Er begann am 5. Mai 1957 mit der Qualifikation und endete am 10. Juni 1957 mit dem Finale beim gesamtdeutschen Endrundenturnier in Halle (Saale). Der westdeutschen Mannschaft von Eintracht Braunschweig gelang es nach einem 2:1 im Finale gegen den SC Motor Jena den Pokalsieg aus dem Vorjahr erfolgreich zu verteidigen.
Die Endrunde des Junge Welt-Pokals fand wie im Vorjahr zu Pfingsten statt und wurde diesmal in Halle (Saale) und Umgebung ausgespielt.

## Qualifikation
In der Qualifikation ermittelten die jeweils besten drei Mannschaften (Bezirk Rostock nur zwei) aus Ost-Berlin und den 14 Bezirken auf dem Gebiet der DDR, die elf Teilnehmer für die Endrunde.

### Teilnehmende Mannschaften
An der Qualifikation zum Junge Welt-Pokal der Junioren (A-Jugend) für die Altersklasse (AK) 16–18 nahmen folgende Mannschaften teil. Spielberechtigt waren Spieler bis zum 18. Lebensjahr (Stichtag: 1. September 1938).
Folgende Mannschaften nahmen an der Qualifikation zum Junge Welt-Pokal teil:
| - Bezirk Rostock BSG Motor Stralsund BSG Motor Warnowwerft Warnemünde 0 - Bezirk Schwerin SC Traktor Schwerin BSG Einheit Gadebusch BSG Lokomotive Wittenberge - Bezirk Neubrandenburg BSG Turbine Neubrandenburg BSG Empor Neustrelitz BSG Einheit Ueckermünde - Bezirk Potsdam BSG Motor Süd Brandenburg BSG Stahl Hennigsdorf BSG Motor Rathenow - Ost-Berlin ASK Vorwärts Berlin SG Grünau BSG Einheit Weißensee | - Bezirk Frankfurt (Oder) BSG Lokomotive Frankfurt/Oder SG Neuenhagen BSG Aufbau Rüdersdorf - Bezirk Magdeburg BSG Einheit Burg BSG Lokomotive Halberstadt BSG Einheit Osterburg - Bezirk Halle SC Wissenschaft Halle BSG Chemie Bernburg BSG Chemie Zeitz - Bezirk Leipzig BSG Einheit Ost Leipzig BSG Motor Nordwest Leipzig BSG Stahl Lippendorf - Bezirk Cottbus SC Aktivist Brieske-Senftenberg BSG Fortschritt Forst BSG Traktor Prösen | - Bezirk Dresden BSG Motor Bautzen BSG Turbine Görlitz BSG Lokomotive Pirna - Bezirk Karl-Marx-Stadt SC Motor Karl-Marx-Stadt SC Wismut Karl-Marx-Stadt BSG Motor Rochlitz - Bezirk Erfurt SC Turbine Erfurt BSG Motor Mühlhausen BSG Motor Nordhausen-West - Bezirk Gera SC Motor Jena BSG Chemie Elsterberg BSG Motor Zeiss Jena - Bezirk Suhl BSG Empor Ilmenau BSG Motor Oberlind SG Schwallungen |

### Modus
Die Qualifikation wurde im K.-o.-System ausgetragen und es wurde versucht, in 80 Minuten einen Gewinner auszuspielen. War danach kein Sieger gefunden, wurde ein Wiederholungsspiel mit getauschtem Heimrecht angesetzt. Wurde auch hier kein Sieger ermittelt, entschied das Los. Die Sieger der 2. Hauptrunde qualifizierten sich für das Endrundenturnier und die unterlegenen Mannschaften dieser Runde blieben als Ersatzmannschaften in Reserve.

### 1. Hauptrunde
| Datum                 |                                  | Ergebnis |                               |
| --------------------- | -------------------------------- | -------- | ----------------------------- |
| So 05. Mai, 10:30 Uhr | BSG Motor Mühlhausen             | :        | SG Schwallungen               |
| So 05. Mai, 10:30 Uhr | SC Turbine Erfurt                | :        | BSG Empor Ilmenau             |
| So 05. Mai, 10:30 Uhr | BSG Motor Oberlind               | :        | SC Motor Jena                 |
| So 05. Mai, 10:30 Uhr | BSG Lokomotive Halberstadt       | :        | BSG Motor Nordhausen-West     |
| So 05. Mai, 10:30 Uhr | BSG Chemie Elsterberg            | :        | SC Wismut Karl-Marx-Stadt     |
| So 05. Mai, 10:30 Uhr | BSG Chemie Zeitz                 | :        | BSG Motor Zeiss Jena          |
| So 05. Mai, 10:30 Uhr | BSG Motor Nordwest Leipzig       | :        | SC Motor Karl-Marx-Stadt      |
| So 05. Mai, 10:30 Uhr | SC Wissenschaft Halle            | :        | BSG Einheit Ost Leipzig       |
| So 05. Mai, 10:30 Uhr | BSG Einheit Osterburg            | :        | BSG Chemie Bernburg           |
| So 05. Mai, 10:30 Uhr | BSG Einheit Burg                 | :        | BSG Motor Süd Brandenburg     |
| So 05. Mai, 10:30 Uhr | BSG Stahl Lippendorf             | :        | BSG Lokomotive Wittenberge    |
| So 05. Mai, 10:30 Uhr | BSG Motor Warnowwerft Warnemünde | :        | BSG Einheit Gadebusch         |
| So 05. Mai, 10:30 Uhr | SC Traktor Schwerin              | :        | BSG Turbine Neubrandenburg    |
| So 05. Mai, 10:30 Uhr | BSG Einheit Ueckermünde          | :        | BSG Motor Stralsund           |
| So 05. Mai, 10:30 Uhr | ASK Vorwärts Berlin              | :        | BSG Empor Neustrelitz         |
| So 05. Mai, 10:30 Uhr | BSG Stahl Hennigsdorf            | :        | SG Neuenhagen                 |
| So 05. Mai, 10:30 Uhr | BSG Aufbau Rüdersdorf            | :        | SG Grünau                     |
| So 05. Mai, 10:30 Uhr | BSG Motor Rathenow               | :        | BSG Einheit Weißensee         |
| So 05. Mai, 10:30 Uhr | BSG Fortschritt Forst            | :        | BSG Lokomotive Frankfurt/Oder |
| So 05. Mai, 10:30 Uhr | SC Aktivist Brieske-Senftenberg  | :        | BSG Turbine Görlitz           |
| So 05. Mai, 10:30 Uhr | BSG Traktor Prösen               | :        | BSG Motor Bautzen             |
| So 05. Mai, 10:30 Uhr | BSG Lokomotive Pirna             | :        | BSG Motor Rochlitz            |

### 2. Hauptrunde
| Datum                 |                            | Ergebnis |                                 |
| --------------------- | -------------------------- | -------- | ------------------------------- |
| So 19. Mai, 14:00 Uhr | SG Schwallungen            | 2:3      | SC Wissenschaft Halle           |
| So 19. Mai, 14:00 Uhr | BSG Empor Ilmenau          | 2:4      | BSG Chemie Zeitz                |
| So 19. Mai, 14:00 Uhr | SC Motor Jena              | 8:0      | BSG Stahl Hennigsdorf           |
| So 19. Mai, 14:00 Uhr | BSG Motor Nordhausen-West  | 3:3      | BSG Stahl Lippendorf            |
| So 19. Mai, 14:00 Uhr | SC Motor Karl-Marx-Stadt   | 5:1      | BSG Traktor Prösen              |
| So 19. Mai, 14:00 Uhr | BSG Chemie Bernburg        | 8:2      | BSG Lokomotive Pirna            |
| So 19. Mai, 14:00 Uhr | SG Grünau                  | 3:1      | BSG Chemie Elsterberg           |
| So 19. Mai, 14:00 Uhr | BSG Einheit Weißensee      | 1:0      | SC Aktivist Brieske-Senftenberg |
| So 19. Mai, 14:00 Uhr | BSG Einheit Gadebusch      | 2:1      | BSG Einheit Burg                |
| So 19. Mai, 14:00 Uhr | BSG Turbine Neubrandenburg | 5:1      | BSG Fortschritt Forst           |
| So 19. Mai, 14:00 Uhr | BSG Motor Stralsund        | 2:1      | ASK Vorwärts Berlin             |

 Wiederholungsspiel 
| Datum                 |                      | Ergebnis |                           |
| --------------------- | -------------------- | -------- | ------------------------- |
| So 26. Mai, 14:00 Uhr | BSG Stahl Lippendorf | :        | BSG Motor Nordhausen-West |

## Endrundenturnier

### Teilnehmende Mannschaften
Am Endrundenturnier zum Junge Welt-Pokal der Junioren (A-Jugend) für die Altersklasse (AK) 16–18 nahmen die elf Sieger aus der Qualifikation und fünf Vertretungen aus Westdeutschland inklusive Pokalverteidiger teil.
Nach der Absage von Viktoria Aschaffenburg, rückte die BSG Motor Nordhausen-West als Ersatzmannschaft nach.
Spielberechtigt waren Spieler bis zum 18. Lebensjahr (Stichtag: 1. September 1938).
Folgende sechzehn Mannschaften nahmen am Endrundenturnier zum Junge Welt-Pokal teil:
| - Qualifikationssieger SC Wissenschaft Halle BSG Chemie Zeitz SC Motor Jena SC Motor Karl-Marx-Stadt BSG Chemie Bernburg SG Grünau BSG Einheit Weißensee BSG Einheit Gadebusch BSG Turbine Neubrandenburg BSG Motor Stralsund BSG Stahl Lippendorf | - Westdeutschland FSV Frankfurt 1. FC Kaiserslautern Viktoria Aschaffenburg TSV 1860 München - Pokalverteidiger Eintracht Braunschweig - Nachrücker BSG Motor Nordhausen-West |

### Modus
Im Endrundenturnier wurden die Spiele in vier Staffeln zu je vier Mannschaften nach dem Modus „Jeder gegen Jeden“ ausgetragen. Die vier Staffelsieger ermittelten ab dem Halbfinale den Pokalsieger. Die Spielzeit in der Vorrunde und im Halbfinale ging über 2 × 20 Minuten, die im Endspiel über 2 × 30 Minuten.
Fanden die Spiele in der Vorrunde in Halle (Saale), Bitterfeld, Schkopau und Bernburg statt, wurde ab dem Halbfinale ausschließlich in Halle (Saale) gespielt.

### Vorrunde

#### Staffel I
Spiele
| Datum       |                            | Ergebnis |                            |
| ----------- | -------------------------- | -------- | -------------------------- |
| Sa 08. Juni | Eintracht Braunschweig     | 2:0      | BSG Einheit Gadebusch      |
| Sa 08. Juni | BSG Turbine Neubrandenburg | 0:1      | 1. FC Kaiserslautern       |
| So 09. Juni | 1. FC Kaiserslautern       | 1:1      | Eintracht Braunschweig     |
| So 09. Juni | BSG Einheit Gadebusch      | 1:2      | BSG Turbine Neubrandenburg |
| So 09. Juni | Eintracht Braunschweig     | 4:0      | BSG Turbine Neubrandenburg |
| So 09. Juni | BSG Einheit Gadebusch      | 0:1      | 1. FC Kaiserslautern       |

Abschlusstabelle
| Pl. | Mannschaft                 | Sp. | S | U | N | Tore    | Diff. | Punkte |
| --- | -------------------------- | --- | - | - | - | ------- | ----- | ------ |
| 1.  | Eintracht Braunschweig     | 3   | 2 | 1 | 0 | 007:100 | +6    | 05:10  |
| 2.  | 1. FC Kaiserslautern       | 3   | 2 | 1 | 0 | 003:100 | +2    | 05:10  |
| 3.  | BSG Turbine Neubrandenburg | 3   | 1 | 0 | 2 | 002:600 | −4    | 02:40  |
| 4.  | BSG Einheit Gadebusch      | 3   | 0 | 0 | 3 | 001:500 | −4    | 0:60   |

#### Staffel II
Spiele
| Datum       |                          | Ergebnis |                          |
| ----------- | ------------------------ | -------- | ------------------------ |
| Sa 08. Juni | FSV Frankfurt            | 2:1      | BSG Einheit Weißensee    |
| Sa 08. Juni | BSG Stahl Lippendorf     | 0:1      | SC Motor Karl-Marx-Stadt |
| So 09. Juni | SC Motor Karl-Marx-Stadt | 1:1      | FSV Frankfurt            |
| So 09. Juni | BSG Einheit Weißensee    | 1:0      | BSG Stahl Lippendorf     |
| So 09. Juni | FSV Frankfurt            | 0:2      | BSG Stahl Lippendorf     |
| So 09. Juni | BSG Einheit Weißensee    | 0:0      | SC Motor Karl-Marx-Stadt |

Abschlusstabelle
| Pl. | Mannschaft               | Sp. | S | U | N | Tore    | Diff. | Punkte |
| --- | ------------------------ | --- | - | - | - | ------- | ----- | ------ |
| 1.  | SC Motor Karl-Marx-Stadt | 3   | 1 | 2 | 0 | 002:100 | +1    | 04:20  |
| 2.  | BSG Einheit Weißensee    | 3   | 1 | 1 | 1 | 002:200 | ±0    | 03:30  |
| 3.  | FSV Frankfurt            | 3   | 1 | 1 | 1 | 003:400 | −1    | 03:30  |
| 4.  | BSG Stahl Lippendorf     | 3   | 1 | 0 | 2 | 002:200 | ±0    | 02:40  |

#### Staffel III
Spiele
| Datum       |                     | Ergebnis |                     |
| ----------- | ------------------- | -------- | ------------------- |
| Sa 08. Juni | TSV 1860 München    | 2:1      | BSG Motor Stralsund |
| Sa 08. Juni | BSG Chemie Zeitz    | 0:2      | SC Motor Jena       |
| So 09. Juni | SC Motor Jena       | 1:1      | TSV 1860 München    |
| So 09. Juni | BSG Motor Stralsund | 0:0      | BSG Chemie Zeitz    |
| So 09. Juni | TSV 1860 München    | 0:0      | BSG Chemie Zeitz    |
| So 09. Juni | BSG Motor Stralsund | 0:3      | SC Motor Jena       |

Abschlusstabelle
| Pl. | Mannschaft          | Sp. | S | U | N | Tore    | Diff. | Punkte |
| --- | ------------------- | --- | - | - | - | ------- | ----- | ------ |
| 1.  | SC Motor Jena       | 3   | 2 | 1 | 0 | 006:100 | +5    | 05:10  |
| 2.  | TSV 1860 München    | 3   | 1 | 2 | 0 | 003:200 | +1    | 04:20  |
| 3.  | BSG Chemie Zeitz    | 3   | 0 | 2 | 1 | 000:200 | −2    | 02:40  |
| 4.  | BSG Motor Stralsund | 3   | 0 | 1 | 2 | 002:600 | −4    | 01:50  |

#### Staffel IV
Spiele
| Datum       |                           | Ergebnis |                           |
| ----------- | ------------------------- | -------- | ------------------------- |
| Sa 08. Juni | BSG Motor Nordhausen-West | 1:0      | SC Wissenschaft Halle     |
| Sa 08. Juni | BSG Chemie Bernburg       | 1:0      | SG Grünau                 |
| So 09. Juni | SG Grünau                 | 1:0      | BSG Motor Nordhausen-West |
| So 09. Juni | SC Wissenschaft Halle     | 0:0      | BSG Chemie Bernburg       |
| So 09. Juni | BSG Motor Nordhausen-West | 2:2      | BSG Chemie Bernburg       |
| So 09. Juni | SC Wissenschaft Halle     | 3:0      | SG Grünau                 |

Abschlusstabelle
| Pl. | Mannschaft                | Sp. | S | U | N | Tore    | Diff. | Punkte |
| --- | ------------------------- | --- | - | - | - | ------- | ----- | ------ |
| 1.  | BSG Chemie Bernburg       | 3   | 1 | 2 | 0 | 003:200 | +1    | 04:20  |
| 2.  | SC Wissenschaft Halle     | 3   | 1 | 1 | 1 | 003:100 | +2    | 03:30  |
| 3.  | BSG Motor Nordhausen-West | 3   | 1 | 1 | 1 | 003:300 | ±0    | 03:30  |
| 4.  | SG Grünau                 | 3   | 1 | 0 | 2 | 001:400 | −3    | 02:40  |

### Halbfinale
| Datum       |                        | Ergebnis |                          |
| ----------- | ---------------------- | -------- | ------------------------ |
| Mo 10. Juni | Eintracht Braunschweig | 1:0      | SC Motor Karl-Marx-Stadt |
| Mo 10. Juni | SC Motor Jena          | 2:0      | BSG Chemie Bernburg      |

### Spiel um Platz 3
| Datum       |                          | Ergebnis  |                     |
| ----------- | ------------------------ | --------- | ------------------- |
| Mo 10. Juni | SC Motor Karl-Marx-Stadt | 1:3 n. V. | BSG Chemie Bernburg |

### Finale
| Paarung                | Eintracht Braunschweig – SC Motor Jena |
| Ergebnis               | 2:1 (2:0) |
| Datum                  | Montag, 10. Juni 1957 |
| Stadion                | Kurt-Wabbel-Stadion, Halle (Saale) |
| Zuschauer              | 6.000 |
| Schiedsrichter         | Hans Haack (Karl-Marx-Stadt) |
| Tore                   | 1:0 Werner (9.) 2:0 Moll (20.) 2:1 Graupe (37.) |
| Eintracht Braunschweig | Klaus Rennhack – Uwe Weiß, Wolfgang Brase – Manfred Krause, Peter Roloff, Jürgelaitis – Jürgen Moll, Gerloff, Joachim Werner , Siegfried Krause, Wolfgang Stöber Cheftrainer: Hans-Georg Vogel |
| SC Motor Jena          | Krellmann – Röser, Münnich, Bergner – Heinz Marx, Peter Harthaus – Klaus Fritzsche, Dieter Lange, Hesselbarth, Hans Graupe, Dieter Leger Cheftrainer: Heinz Sänger                             |